# La Chanson des gueux (Naguib Mahfouz)
Pour l’article homonyme, voir La Chanson des gueux.
La Chanson des gueux (en arabe : ملحمة الحرافيش Malḥamat al-ḥarāfīs̆) est un roman de Naguib Mahfouz publié en 1977, traduit de l'arabe (égyptien) et publié en français par Gallimard en 1989. Il décrit cent ans de la vie d'un quartier du Caire en Égypte. 

## Titre
« Harafish » est un terme arabe médiéval, pratiquement sorti de l'usage moderne, qui désigne le mobile vulgus, la classe populaire sous son aspect instable et souvent menaçant ; dans le roman, il a une connotation largement positive qui est mal rendue par les traductions anglaises proposées, The Epic of the Ribble ou The Epic of the Riffraff : celle de Catherine Cobham (en) (1994) choisit de garder le terme original, The Harafish. La traduction française de France Meyer le rend par La Chanson des gueux.

## Résumé

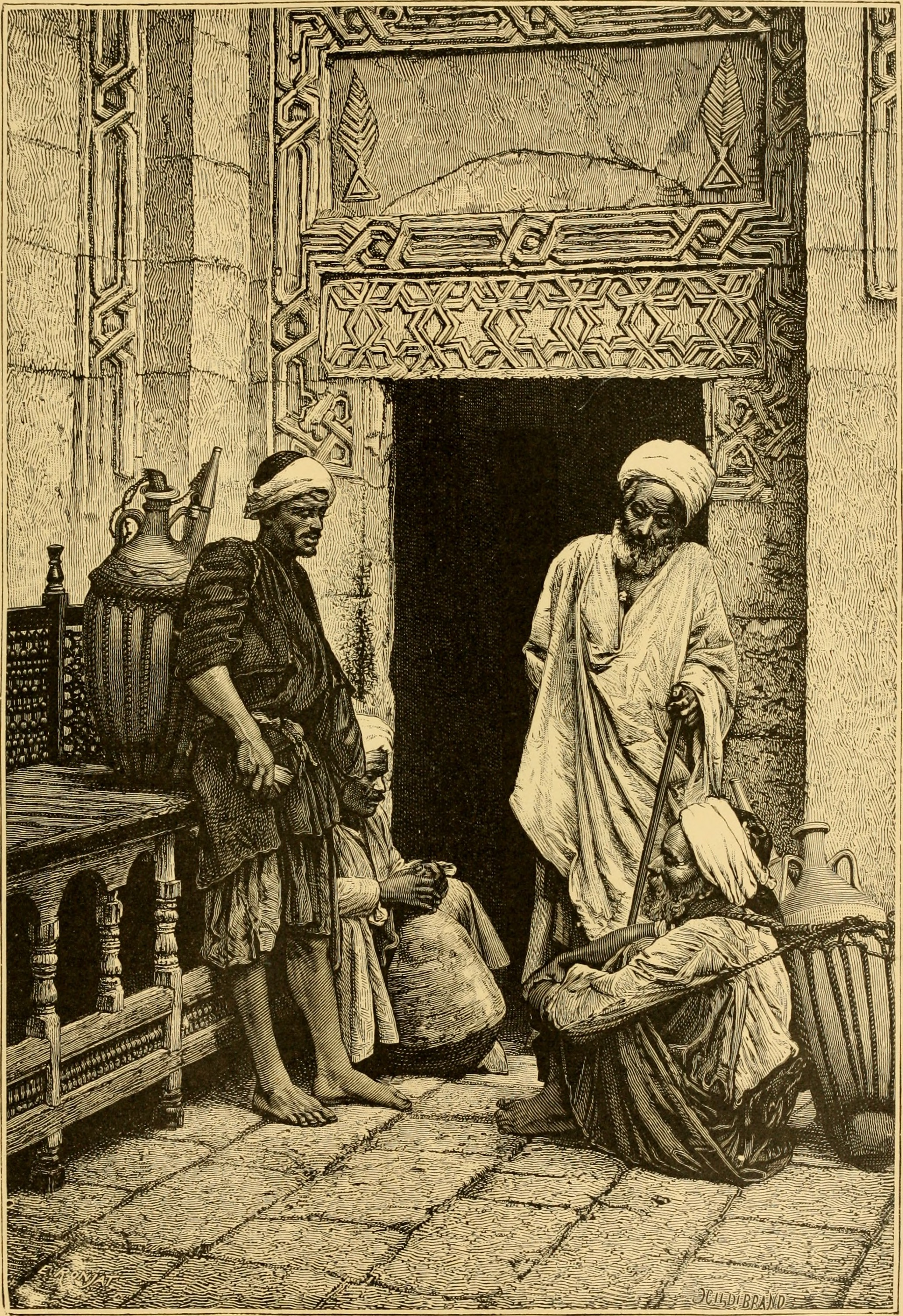
Habitants du Caire. Élisée Reclus, L'Homme et la terre, 1886.

Le fondateur du clan (ou gang), Ashur, est un modeste charretier dans une vieille ruelle du Caire. Il voit en rêve qu'une épidémie de peste va ravager la ville : il se retire alors dans le désert avec sa femme et son enfant. Quand l'épidémie est passée, il retrouve la ville dépeuplée et s'empare d'une grande maison abandonnée : il distribue ses richesses aux habitants, devenant le bienfaiteur et le protecteur du petit peuple de la ruelle. Il est surnommé « al Nagi », « le survivant ». Il inaugure un âge d'or où il réprime les puissants, secourt les humbles travailleurs et fait régner une atmosphère de foi et de piété. Une nuit, il disparaît mystérieusement, au grand soulagement des marchands. Son fils, Shams al-Nagi, livre une série de batailles aux clans rivaux et rétablit la prospérité et la justice. Sous le troisième chef de la lignée, Sulayman, commence la déchéance du clan : il néglige les droits des humbles et se conduit davantage comme un exploiteur que comme un protecteur. Galal, successeur de Sulayman, est un tyran qui pressure les « gueux » pour se faire construire une riche maison ornée d'objets précieux ; il loue les services d'un nécromant pour atteindre l'immortalité. Les al-Nagi ont rompu le pacte de confiance qui les liait aux habitants, la ruelle sombre dans le chômage et la pauvreté et ses habitants désespèrent de voir revenir les beaux jours du temps d'Ashur. Les  « gueux » commentent l'action à la manière du chœur antique et ne voient plus dans la domination du clan qu'une interminable calamité.
Une famine survient : les riches marchands accaparent la nourriture et le clan al-Nagi les protège contre la colère populaire. Un lointain descendant d'Ashur, Fath al-Bab, prend la tête des révoltés, détrône le chef du clan et tente de mettre fin aux exactions mais il est tué par ses propres partisans. Puis apparaît un nouveau guide, lui aussi appelé Ashur : à la suite d'une vision, il rallie la masse des « gueux »,  défie le clan et rétablit la société de la ruelle dans son intégrité : il taxe lourdement les riches, établit une milice de quartier, crée des emplois et des écoles, inaugurant une nouvelle époque de prospérité.

## Interprétation
Selon Ziad Elmarsafy, à travers l'« épopée » (malhamat) d'Ashur al-Nagi et de ses descendants, le roman présente un idéal de « chevalerie » (en arabe : futuwwa}) à base de force et d'abnégation, courant dans les classes populaires et criminelles égyptiennes, pratiqué ou enfreint par les différents personnages et largement inspiré du soufisme. Selon J.M. Coetzee, le récit, difficile à suivre pour le lecteur occidental à cause du grand nombre de personnages et d'épisodes secondaires, s'inscrit dans la tradition populaire du conte. L'ascension et le déclin du clan illustrent l'importance de la lignée dans la culture arabe mais le lien entre les épisodes n'est pas assuré par un personnage central mais par une « victime commune », le peuple souffrant.

## Réception

### Adaptation
- Al Harafish, film du cinéaste égyptien Houssam Al-Din Mustafa (ou Hossam Eddine Mostafa, 1926-2000), sorti en 1986, interprète le roman dans le style du film de gangsters[3].

### Accueil critique
Le site senscritique.com donne une note de 8.4/10 au livre.